# Свєтла Заря
Свєтла Зоря (біл. Светлая Зара) — селище в Поколюбицькій сільській раді Гомельського району Гомельської області Республіки Білорусь.

## Географія

### Розташування
За 5 км від залізничної станції Костюківка (на лінії Жлобин — Гомель), 8 км на північ від Гомеля.

## Транспортна мережа
Транспортні зв'язки степовою дорогою, потім автомобільною дорогою Востров — Гомель. Планування складається із прямолінійної, майже широтної вулиці, забудованої дерев'яними садибами.

## Історія
Засноване на початку XX століття переселенцями із сусідніх сіл. У 1926 році в Лопатинській сільській раді Гомельського району Гомельського округу. У 1930 році організовано колгосп «Светлая зоря», працювали 2 вітряки. 1931 року жителі вступили до колгоспу. 1959 року у складі колгоспу «Лопатинское» (центр — село Лопатине).

## Населення

### Чисельність
- 2009 — 199 мешканців[2].